# بویانپور
بویانپور (به لاتین: Bhuapur) یک منطقهٔ مسکونی در بنگلادش است که در ناحیه تانگیل واقع شده‌است. بویانپور ۲۲۵٫۰۲ کیلومتر مربع مساحت و ۱۸۹٬۹۱۳ نفر جمعیت دارد.